# Vincelottes
 Vincelottes  es una población y comuna francesa, en la región de Borgoña, departamento de Yonne, en el distrito de Auxerre y cantón de Coulanges-la-Vineuse.

## Demografía
| 292 | 328 | 251 | 288 | 286 | 290 |
| Para los censos de 1962 a 1999 la población legal corresponde a la población sin duplicidades (Fuente: INSEE [Consultar]) |     |     |     |     |     |